# Verband Berliner Athletik-Vereine
Der Verband Berliner Athletik-Vereine (VBAV) war ein lokaler Sportverband in der ehemaligen Reichshauptstadt Berlin.
Der VBAV wurde am 4. November 1904 gegründet. Erst für die Saison 1906/07 wurde auch Fußball in das Programm aufgenommen, um (Leicht)Athletik betreibenden Vereinen auch während der Wintermonate eine Spielmöglichkeit zu geben.
Fünf Vereine mit sechs Mannschaften gaben ihre Meldungen für die erste Saison ab. Zwar wurde der Spielplan veröffentlicht, aber es wurden keine Resultate in der zeitgenössischen Sportpresse gemeldet. In der folgenden Spielzeit 1907/08 beteiligten sieben Vereine mit acht Mannschaften an der als Einfachrunde ausgetragenen Meisterschaft. Den Titel errang der SC Teutonia 1899. In der Saison 1908/09 beteiligten sich sechs Vereine an der Punktspielen der 1. Klasse, von denen sich ein Club im Februar 1909 zurückzog.
In der Saison 1909/10 wurde der Spielbetrieb in vier Spielklassen organisiert, insgesamt beteiligten sich 15 Vereine an den Punktspielen. In der Rückrunde kamen noch weitere sechs Vereine hinzu, sodass eine fünfte Spielklasse gebildet werden musste. Weiterhin wurde auch noch Verbandspokal ausgetragen.
In der letzten Saison 1910/11 des Verbandes Berliner Athletik-Vereine hatte dessen Meister erstmals die Chance sich für die Endrunde um die deutsche Meisterschaft zu qualifizieren. Der Berliner SC 1895/96 unterlag im Entscheidungsspiel um die Teilnahme aber dem Meister des Märkischen Fußball-Bundes FC Tasmania 1900 Rixdorf mit 2-4.
Auf Antrag des Verbandes Berliner Ballspielvereine (VBB) fasste der Deutsche Fußball-Bund im Frühjahr 1911 den Beschluss, ab Pfingsten des Jahres nur noch einen Berliner Fußballverband anzuerkennen. Am 29. April 1911 fusionierten der VBB, der Märkische Fußball-Bund und der Verband Berliner Athletik-Vereine zum Verband Brandenburgischer Ballspielvereine (ebenfalls VBB). Nur der VBAV Meister Berliner SC 1895/96 wurde in die neue, aus zwei Staffeln bestehende, höchste Spielklasse aufgenommen.

## Meister des Verbandes Berliner Athletik-Vereine
|  | Verein              | Titel | Jahr             |
|  | ------------------- | ----- | ---------------- |
|  | Berliner Sport-Club | 3     | 1909, 1910, 1911 |
|  | SSC Teutonia 1899   | 1     | 1908             |